# Comuna de Dalików
Dalików (polaco: Gmina Dalików) é uma gminy (comuna) na Polónia, na voivodia de Lodz e no condado de Poddębicki. A sede do condado é a cidade de Dalików.
De acordo com os censos de 2004, a comuna tem 3708 habitantes, com uma densidade 32,9 hab/km².

## Área
Estende-se por uma área de 112,7 km², incluindo:
- área agricola: 80%
- área florestal: 13%

## Demografia
Dados de 30 de Junho 2004:
|                      | Total   | Total | Mulheres | Mulheres | Homens  | Homens |
| -------------------- | ------- | ----- | -------- | -------- | ------- | ------ |
|                      | pessoas | %     | pessoas  | %        | pessoas | %      |
| População            | 3708    | 100   | 1804     | 48,7     | 1904    | 51,3   |
| Densidade (pop./km²) | 32,9    | 100   | 16       | 16       | 16,9    | 16,9   |

De acordo com dados de 2002, o rendimento médio per capita ascendia a 1210,56 zł.

## Comunas vizinhas
- Aleksandrów Łódzki, Lutomiersk, Parzęczew, Poddębice, Wartkowice